# Sandra Hofmeister
Sandra Hofmeister (* 1970 in München) ist eine deutsche Architekturkritikerin, Publizistin, Autorin, Moderatorin und Hochschullehrerin.

## Leben

### Ausbildung
Sandra Hofmeister studierte Architektur, Kunstgeschichte und Romanistik an der Technischen Universität Berlin, der Freien Universität Berlin sowie an der Ludwig-Maximilians-Universität München. Nach ihrem Magistra-Examen war sie Wissenschaftliche Mitarbeiterin am Institut für Italienische Philologie in München. 2006 wurde sie an der Ludwigs-Maximilians-Universität München mit der Dissertation „Fin de Siecle und Moderne: Erkundungen zur Authentizität von Kunst und Leben in Guido Gozzanos I Colloqui (1911)“ bei Gerhard Regn promoviert.

### Berufliche Laufbahn
Bereits während ihres Studiums veröffentlichte Sandra Hofmeister Beiträge in Fachzeitschriften für Architektur und Tageszeitungen. Nach ihrem Universitätsabschluss 1995 war sie Reporterin für das TV-Kulturmagazin „Kunst & Co“ der Deutschen Welle. Als Redakteurin und Autorin setzt sie auch heute ihre Schwerpunkte auf die gesellschaftliche Bedeutung von zeitgenössischer und moderner Architektur, auf Entwicklungen im Design und der Kunst. Sie veröffentlichte zahlreiche Essays, Interviews und Features in deutsch- und englischsprachigen Publikationen. Ihre Texte sind in Fach- und Publikumszeitschriften, in der Tagespresse sowie auf Onlineplattformen erschienen, unter anderem in Architektur & Wohnen, Baumeister, Bauwelt, Detail, DAMN Magazine, Die Zeit, Mark, Neue Zürcher Zeitung, Stylepark, Süddeutsche Zeitung, taz. Sandra Hofmeister rezensierte zahlreiche Ausstellungen, beispielsweise die Werkschau zu Carlo Mollino im Haus der Kunst in München, und interviewte viele Protagonistinnen und Protagonisten der gegenwärtigen Kunst- und Architekturwelt, etwa den Kurator Okwui Enwezor, den Pritzker-Preisträger Peter Zumthor, die amerikanische Architektin Denise Scott Brown und den Fotografen Thomas Ruff.
Seit 2008 ist Hofmeister Herausgeberin sowie Autorin von deutsch- und englischsprachigen Büchern. 2011 koordinierte sie gemeinsam mit Isabella Marboe den Launch der deutschsprachigen Lizenzausgabe der Zeitschrift Domus, deren Chefredakteurin sie bis 2015 war. Seit 2016 ist sie Chefredakteurin von Detail. Sie verantwortet die gleichnamige deutsch- und englischsprachige Fachzeitschrift für Architektur und Konstruktion, steuert die Online-Plattformen, die Sozialen Medienkanäle und das internationale Buchprogramm von Edition Detail.
Sandra Hofmeister hat zahlreiche deutsch und englischsprachige Architekturfachbücher geschrieben und herausgegeben. Für das Verlagshaus Edition Detail hat sie neue Buchreihen entwickelt, zum Beispiel die Monographien zu zeitgenössischen Architekturbüros (u. a. Herzog De Meuron, David Chipperfield Architects, OMA, Herrmann Kaufmann, BIG, Foster + Partners). Als Herausgeberin und Co-Herausgeberin ist sie für die Städtereihe bei Edition Detail (Titel zu Kopenhagen, Berlin und Barcelona) sowie für die Fachbuchreihe zu Materialien und Bauen im Bestand verantwortlich.
Neben ihrer publizistischen Tätigkeit moderiert Hofmeister regelmäßig internationale Symposien, Workshops und Kongresse. Im Mai 2023 moderierte sie den „Future Brick Day“ im Museumsquartier Wien, MQ Libelle. Im Dezember 2023 hielt sie auf dem Internationalen Holzbau-Forum in Innsbruck den Vortrag „Bauen mit Holz in Europa. Eine Bilanz“. Im selben Jahr moderierte Sandra Hofmeister unter anderem Veranstaltungen des Detail Klima-Forum in München und Hamburg zu den Themen „Architektur für die Energiewende“ sowie „Architektur und Kreislaufwirtschaft“.
Darüber hinaus ist Hofmeister als Jurorin in diversen Fachgremien für Architektur und Design sowie für Wettbewerbe. Zudem ist sie im Beirat des Architekturmuseums der Technischen Universität München.
Von 2017 bis 2019 unterrichtete Sandra Hofmeister an der Architekturfakultät der Technischen Universität München Methoden der Architekturkommunikation und -kritik. Seit 2019 ist sie Dozentin an der Universität für Angewandte Kunst Wien und widmet sich dort in einer Vorlesung/Übung der Geschichte des Industriedesigns.

## Publikationen

### Als Herausgeberin
- (zus. mit Verena Konrad): Architektur in Vorarlberg. Porträt einer regionalen Baukultur. Edition Detail, München 2024, ISBN 978-3-95553-642-8.
- Architektur und Klimawandel. 20 Gespräche zur Zukunft des Bauens. Edition Detail, München 2024, ISBN 978-3-95553-626-8.
- (zus. mit Florian Heilmeyer): Umbau Architektur in Flandern. Architecture of Transformation in Flanders. Edition Detail, München 2024, ISBN 978-3-95553-630-5.
- Naturbaustoffe S, M, L. 30 x Architektur und Konstruktion, Natural Building Materials S, M, L, 30 x Architecture and Construction. Edition Detail, München 2024, ISBN 978-3-95553-624-4.
- (zus. mit Heide Wessely): Barcelona. Urbane Architektur und Gemeinschaft seit 2010. Edition Detail, München 2023, ISBN 978-3-95553-605-3.
- Hermann Kaufmann, Architektur und Baukonstruktion, Architecture and Construction Details. Edition Detail, München 2023, ISBN 978-3-95553-611-4.
- Herzog De Meuron, Architektur und Baukonstruktion, Architecture and Construction Details. 4. erweiterte Auflage, Edition Detail, München 2023, ISBN 978-3-95553-609-1.
- Mauerwerksbauten S, M, L, 30 x Architektur und Konstruktion, Brick Buildings S, M, L, 30 x Architecture and Construction. Edition Detail, München 2023, ISBN 978-3-95553-599-5.
- (zus. mit Florian Heilmeyer): Berlin. Urbane Architektur und Alltag. Edition Detail, München 2022, ISBN 978-3-95553-589-6.
- BIG. Architektur und Baudetails, Architecture and Construction Details. Edition Detail, München 2022, ISBN 978-3-95553-567-4.
- Holzbauten S, M, L, 30 x Architektur und Konstruktion, Timber Buildings S, M, L, 30 x Architecture and Construction. Edition Detail, München 2022, ISBN 978-3-95553-587-2.
- Zu Hause. Architektur zum Wohnen in der Stadt, At Home, Architecture for Urban Living. Edition Detail, München 2022, ISBN 978-3-95553-569-8.
- København. Urbane Architektur und Öffentliche Räume, Urban Architecture and Public Spaces. Edition Detail, München 2021, ISBN 978-3-95553-531-5.
- Zu Hause. Architektur zum Wohnen im Grünen, At Home, Architecture for Rural Living. Edition Detail, München 2021, ISBN 978-3-95553-554-4.
- Mein Bauhaus. 100 Architekten zum 100. Geburtstag eines Mythos. My Bauhaus. 100 Architects on the 100th Anniversary of a Myth. Edition Detail, München 2018, ISBN 978-3-95553-451-6.
- Unser Bauhaus Erbe. Our Bauhaus Heritage. Edition Detail, München 2019, ISBN 978-3-95553-482-0.